# Булдичів
Булди́чів — село в Україні, у Романівській селищній територіальній громаді Житомирського району Житомирської області. Кількість населення становить 390 осіб (2001). У 1923—77 та 1991—2020 роках — адміністративний центр колишньої Булдичівської сільської ради.

## Загальна інформація
Розташоване за 29 кілометрів від центру громади смт Романів та за 6 кілометрів від залізничної станції Печанівка.

## Населення
В середині 19 століття нараховувалося 264 мешканці, станом на 1885 рік в селі мешкало 508 осіб, налічувалося 50 дворових господарств.
Відповідно до результатів перепису населення Російської імперії 1897 року, загальна кількість мешканців села становила 824 особи, з них: православних — 799, чоловіків — 414, жінок — 410.
У 1906 році проживало 843 мешканці, дворів — 142, у 1923 році — 974 особи, дворів — 250.
Станом на 1972 рік кількість населення становила 681 особу, дворів — 230.
Відповідно до результатів перепису населення СРСР, кількість населення, станом на 12 січня 1989 року, становила 367 осіб. Станом на 5 грудня 2001 року, відповідно до перепису населення України, кількість мешканців села становила 390 осіб.

## Історія
Відоме з 1585 року. Згадується в акті від 15 жовтня 1585 року в числі 45-ти населених пунктів, приписаних до містечка Чуднів, що були подаровані дружині Волинського воєводи князя Януша Острозького Сусанні її тестем князем Костянтином Острозьким.
В середині 19 століття — село Миропільської волості Новоград-Волинського повіту, землі власницької — 400 десятин. Належало до миропільського ключа графів Чапських.
Станом на 1885 рік — колишнє власницьке село Миропільської волості Новоград-Волинського повіту Волинської губернії, на річці Хвостівка. В селі були церковна парафія, заїзд.
Наприкінці 19 століття — село Миропільської волості Новоград-Волинського повіту Волинської губернії, над річкою Хвостова, за 80 верст від Житомира, 60 верст від Новограда-Волинського, 4 версти від найближчої залізничної станції Печанівка, 25 верст від найближчої поштової станції у Любарі. Церква дерев'яна, з такою дзвіницею, час будівництва невідомий. При церкві 45 десятин землі, наданої у 1847 році. До парафії приписане сільце Пилипо-Кошара. Дворів — 147,5, парафіян — 1 232. Сусідні парафії: Печанівка (5 верст), Камінь (2 версти) та Мала Козарка (3 версти). Церковно-приходська школа існувала з 1868 року. Належало до миропільського ключа графів Чапських, перед ними — власність Ростворовських.
У 1906 році — село Миропільської волості (4-го стану) Новоград-Волинського повіту Волинської губернії. Відстань до повітового центру, м. Новоград-Волинський, становила 60 верст, до центру волості, містечка Ново-Миропіль — 8 верст. Найближче поштово-телеграфне відділення розташовувалося у Ново-Мирополі.
3 листопада 1921 під час Листопадового рейду через Булдичів проходила кінна сотня Антончика Подільської групи (командувач Сергій Чорний) Армії Української Народної Республіки.
У квітні 1921 року, в складі волості, передане до Полонського повіту Волинської губернії. У 1923 році увійшло до складу новоствореної Булдичівської сільської ради, яка, 7 березня 1923 року, включена до складу новоутвореного Миропільського (згодом — Романівський, Дзержинський) району Житомирської (згодом — Волинська) округи; адміністративний центр ради. Відстань до районного центру, міст. Миропіль, становила 6 верст.
У 1930-х роках село Булдичів зазнало масових репресій, що проводилися радянською владою в період Великого терору. Ці події, відомі як Булдичівська трагедія, пов'язані з переслідуваннями, арештами та знищенням місцевих жителів у межах кампанії політичних репресій, яка охопила всю Україну. За свідченнями очевидців і даними архівів, репресіям піддалися десятки мешканців села — переважно селян, звинувачених у «куркульстві», «антирадянській агітації» або «контрреволюційній діяльності». Багатьох було засуджено до розстрілу або заслано до таборів ГУЛАГу. Часто звинувачення ґрунтувалися на доносах або були сфабриковані органами НКВС. У 2010 році трагедія отримала широке висвітлення завдяки виходу документальної повісті «Булдичівська трагедія» письменника Леоніда Кононовича, створеної на основі матеріалів Житомирського обласного архіву. Видання стало важливим кроком у справі повернення історичної пам'яті та вшанування жертв репресій на місцевому рівні. Історія Булдичівської трагедії є прикладом масштабних людських втрат, спричинених політикою сталінського режиму, і нагадуванням про важливість збереження правди про минуле. 31 травня 2024 у Булдичеві повість була презентована за участі автора, місцевої громади та ініціатора дослідження — Володимира Якимчука.
На фронтах Німецько-радянської війни воював 221 селянин, 13 — у партизанських загонах, з них 94 загинули, 101 — нагороджені орденами й медалями. На їх честь встановлено пам'ятник Вічної слави.
В радянські часи в селі розміщувалася центральна садиба колгоспу, який обробляв 1,3 тис. га угідь, з них 1,1 га ріллі. Вирощували переважно зернові культури, цукрові буряки, мали розвинуте м'ясо-молочне тваринництво. В селі були восьмирічна школа, будинок культури, дві бібліотеки, медпункт.
17 січня 1977 року, відповідно до рішення Житомирського облвиконкому № 24 «Про питання адміністративно-територіального поділу окремих районів області», адміністративний центр Булдичівської сільської ради перенесено до с. Мала Козара з перейменуванням ради на Малокозарську, с. Булдичів передане в підпорядкування Камінської сільської ради Дзержинського району. 14 листопада 1991 року, відповідно до рішення Житомирської обласної ради «Про внесення змін в адміністративно-територіальний устрій окремих районів», відновлено Булдичівську сільську раду Дзержинського (згодом — Романівський) району з адміністративним центром у Булдичеві.
У 2020 році, відповідно до розпорядження Кабінету Міністрів України № 711-р від 12 червня 2020 року «Про визначення адміністративних центрів та затвердження територій територіальних громад Житомирської області», територію та населені пункти Булдичівської сільської ради включено до складу Романівської селищної територіальної громади Житомирського району Житомирської області.

## Відомі люди
- Долібець Федір Данилович (1911—1987) — голова колгоспу, Герой Соціалістичної Праці.
- Марцун Марія Антонівна (1894—1970) — ланкова колгоспу, двічі Герой Соціалістичної Праці.